# Tetrorea
Tetrorea es un género de escarabajos longicornios de la tribu Acanthocinini.

## Especies
- Tetrorea cilipes White, 1846
- Tetrorea discedens Sharp, 1882
- Tetrorea longipennis Sharp, 1886
- Tetrorea sellata Sharp, 1882